# Algirdas Butkevičius
Algirdas Butkevičius (født 19. november 1958) en en litauisk politiker og statsminister i Litauen fra 2012 til 2016. Butkevičius var finansminister fra 2004 til 2005 og transport- og kommunikationsminister fra 2006 til 2008. Han har været partiformand for Socialdemokraterne i Litauen siden 2009.

## Politisk karriere
Butkevičius blev født i landsbyen Paežeriai i Radviliškis Distriktskommune. Siden 1992 har han været medlem af Socialdemokraterne i Litauen (SL). Han var formand for lokalafdelingen af SL i Vilkaviškis Distriktskommune i 1995−1997, næstformand for SL i 1999−2005 (genvalgt i 2001) og partiformand for SL siden 2009.
I 1996 og 2000 blev han valgt til Seimas (parlament). Fra 2004 til 2005 havde han embedet som finansminister under premierminister Algirdas Brazauskas, og fra 2006 til 2008 transport- og kommunikationsminister.
Butkevičius var Socialdemokraternes præsidentkandidat ved valget i 2009, hvor han blev nr. 2 med 11,83 % af stemmerne.
Ved parlamentsvalget i 2009 var Butkevičius en af de få kandidater, der blev valgt udelukkende på personlige stemmer, og blev dermed valgt i første runde.
Den 22. november 2012 blev han valgt af Seimas til at blive den næste premierministerkandidat. Han blev udnævnt som premierminister ved et dekret af præsidenten den 7. december 2012, og han regering blev indsat den 13. december. Han fremsatte et regeringsgrundlag i Seimas, som blev godkendt af dette.